# Fukuiraptor kitadaniensis
Il Fukuiraptor era un carnosauro di dimensioni medie che visse in Giappone durante il Cretaceo.

## Fossili non adulti

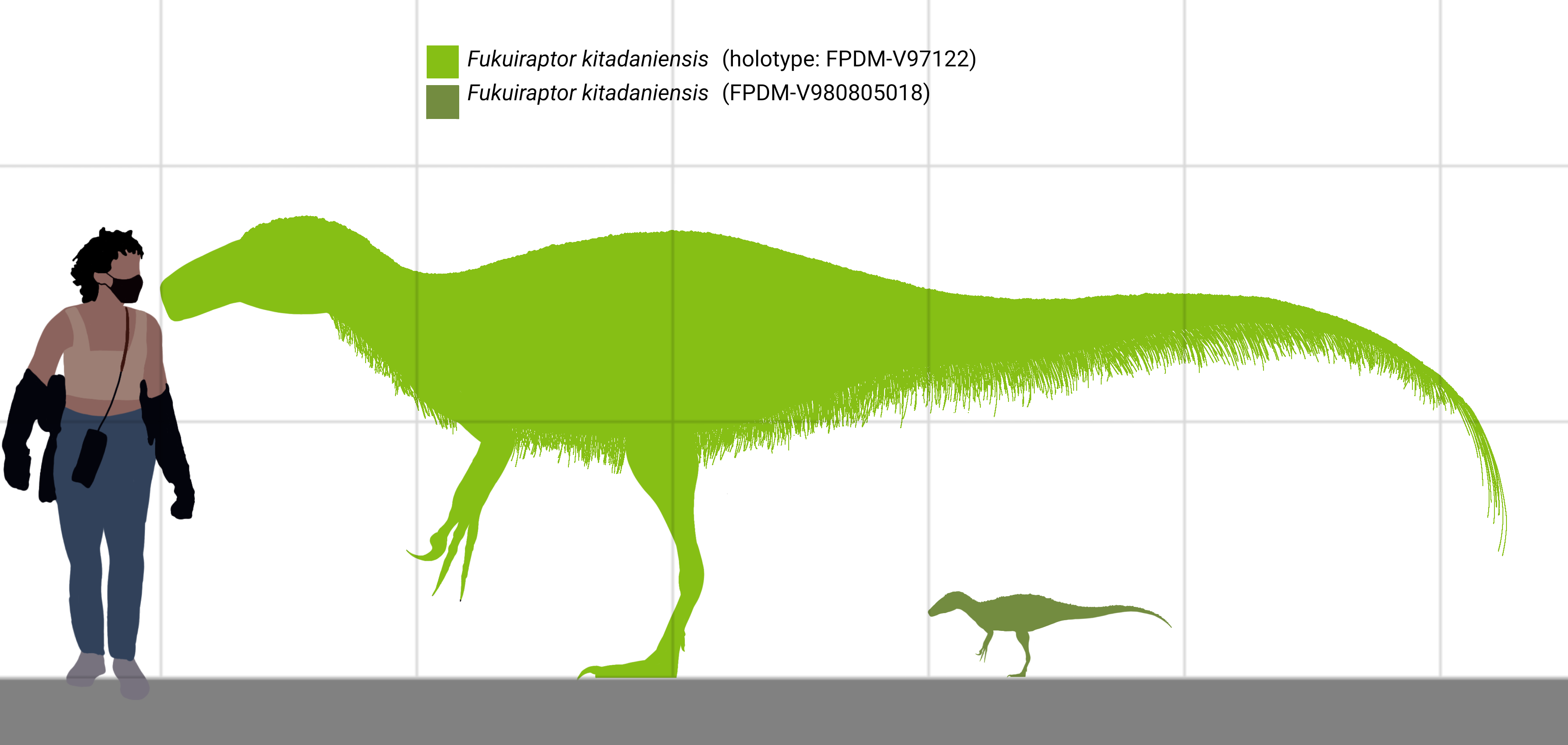
Dimensioni di F. kitadaniensis

Benché molti suoi resti fossili sono stati trovati nei luoghi del primo ritrovamento, è molto strano che non si sia trovato nemmeno un adulto: il più grande scheletro trovato è infatti di soli 4 metri, mentre il più piccolo di circa un quarto.

## Un allosauro scambiato per un raptor

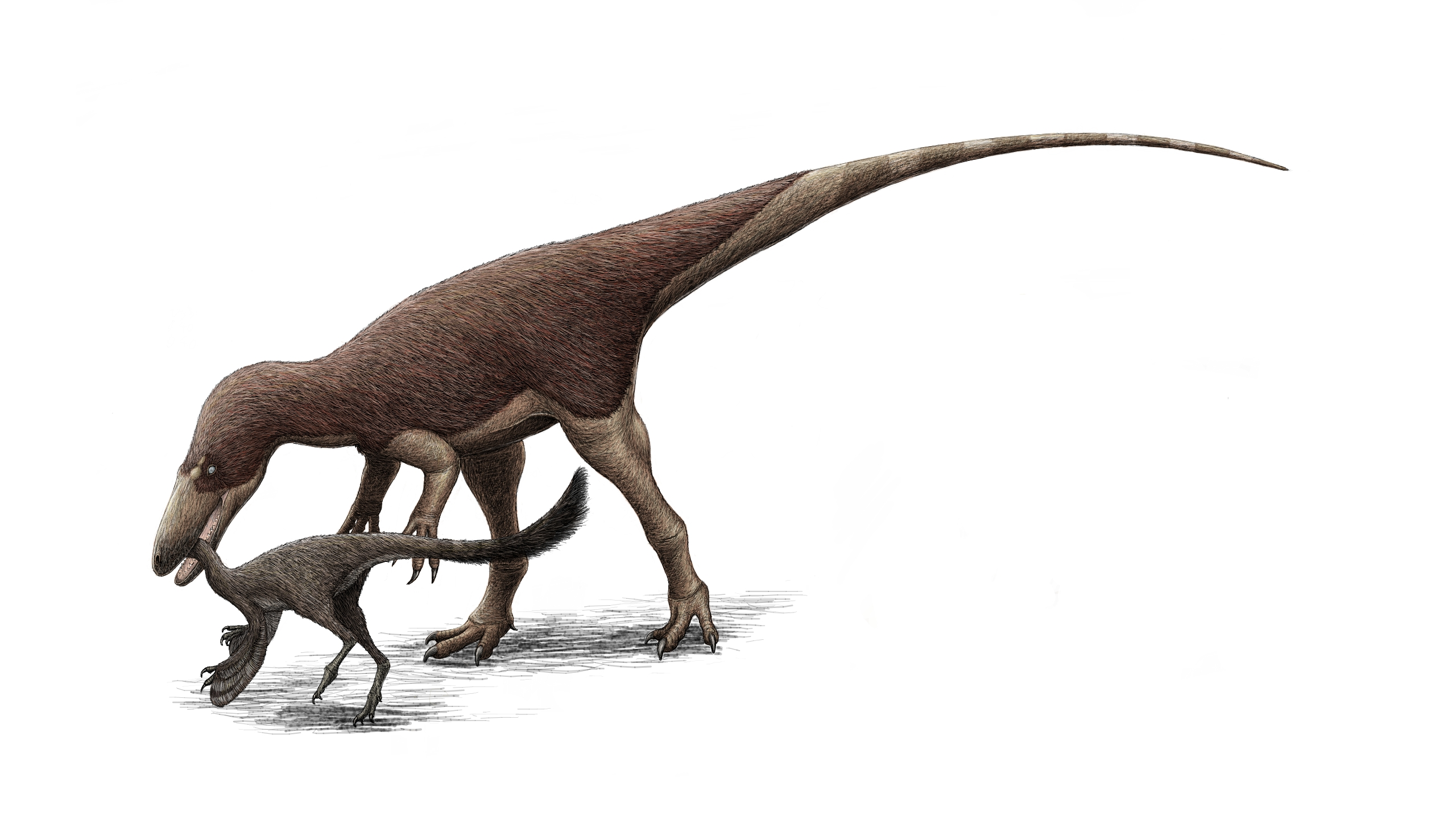
Ricostruzione artistica di Fukuiraptor, mentre attacca un Tyrannomimus

Quando fu ritrovato il primo scheletro, gli scienziati fecero confusione sulla sua classificazione: credettero infatti che un suo artiglio fosse invece quello a serramanico di un raptor. Solo successivamente si capì l'errore e la sua classificazione fu spostata tra gli allosauridi, di cui fa parte anche il più noto Allosaurus.